# Mangora calcarifera
Mangora calcarifera är en spindelart som beskrevs av F. O. Pickard-Cambridge 1904. Mangora calcarifera ingår i släktet Mangora och familjen hjulspindlar. Inga underarter finns listade i Catalogue of Life.